# Mediterranean School of Business
La Mediterranean School of Business (arabe : الجامعة المتوسطية للأعمال) ou MSB est l'école de commerce de la South Mediterranean University. La MSB est fondée en 2002 par des entreprises, des business leaders, des professionnels et des universitaires tunisiens.
Basée aux Berges du Lac, elle est la première école de commerce tunisienne qui propose des programmes et des activités en anglais, la première école de commerce africaine à être accréditée par l'AMBA et la deuxième en Afrique à obtenir l'accréditation internationale par l'EFMD,. Elle est également accréditée par l'AACSB (en), en faisant la première et la seule école de commerce en Tunisie et en Afrique francophone à être triplement accréditée.
La création de la MSB est le fruit du souhait de ses membres fondateurs d'apporter une éducation nord-américaine à la région et en Afrique. C'est ainsi que la MSB est conçue et gérée sur le modèle des grandes universités américaines. En plus de ses programmes de développement du management, la MSB a développé plusieurs programmes d'échange et des partenariats avec des universités nord-américaines et européennes.

## Histoire
La stratégie initiale de lancement et de développement de la MSB est basée sur des programmes visant à améliorer les compétences managériales des cadres supérieurs en exercice. Cette stratégie de contact direct avec des cadres supérieurs opérant dans différents secteurs économiques permet aux professeurs de mieux comprendre les spécificités et les besoins en compétences des différents secteurs économiques. C'est ainsi que la  MSB démarre ses programmes en 2004 par l'organisation d'un executive MBA supervisé par Mahmoud Triki. Tawfik Jelassi, professeur de technologie de gestion et de systèmes d'information et doyen de l'International MBA de l'École nationale des ponts et chaussées, et Nabil Triki, alors consultant en stratégie au Boston Consulting Group à Paris, se joignent à l'équipe initiale. Au fur et à mesure, le programme prend de l'ampleur et l'équipe s'élargit pour inclure Neila Gharsallah (titulaire d'un Master in Management de l'université Stanford), les ingénieurs Haythem Abdelkafi et Nadhir Douma et Hala Ammar, devenue par la suite directrice des admissions. De plus, la MSB organise des séminaires de courte durée sur des thèmes spécifiques et des programmes de formation linguistiques.
Cette stratégie permet à la MSB de concevoir et de développer des programmes de formation et de recherche qui tiennent compte des spécificités de chaque secteur et des problèmes rencontrés par les entreprises. Une dizaine d'années plus tard, et dans l'esprit de sa stratégie, la MSB lance ses premiers programmes à temps plein destinés aux bacheliers et aux jeunes cadres.
Le programme executive MBA est accrédité par l'AMBA, ce qui permet de classer le MBA de la MSB, en 2010, parmi les 170 MBA au monde ayant reçu cette accréditation et de placer la Tunisie sur la carte des 54 pays organisant des MBA bénéficiant de cette distinction,.
En 2010, la Mediterranean School of Business annonce qu'elle obtient l'agrément du ministère de l'Enseignement supérieur et de la Recherche scientifique pour introduire ses programmes de licence en gestion.
Le 29 juillet 2011, la MSB inaugure ses nouveaux locaux situés aux Berges du Lac II. Lors d'une conférence de presse, le doyen indique que le coût d'investissement global du bâtiment est estimé à environ huit millions de dinars. Cet immeuble intègre les dernières technologies de l'information et de la communication : téléprésence, bibliothèque virtuelle, intranet accessible à distance.
Grâce à un accord, la HEC Montréal accueille à compter de l'automne 2016 des étudiants de la MSB se rendant au Canada pour y effectuer les deux dernières années de leur programme de quatre ans ; ces étudiants reçoivent à la fin de leurs études un double diplôme, soit un diplôme émis par chacun des partenaires.

## Partenariats
MSB a développé des partenariats et des programmes d'échange avec diverses universités nord-américaines, européennes, asiatiques et africaines, notamment l'université de Floride du Sud, l'université d'État d'Emporia, HEC Montréal, l'IÉSEG School of Management, la Libera Università Internazionale degli Studi Sociali, la Ritsumeikan Asia Pacific University (en), la Rennes School of Business, la Kedge Business School, la Nova School of Business and Economics, l'université du Hertfordshire, l'EM Normandie Business School, l'université catholique portugaise, l'université américaine au Caire et l'Instituto de Empresa.
Les étudiants de la MSB peuvent également obtenir un double diplôme de la South Mediterranean University et de l'une des universités partenaires, notamment la Rennes School of Business, la Hult International Business School, l'ESIC University (en), HEC Montréal et l'Escuela de Alta Dirección y Administración.

## Personnalités

### Enseignants
- Farah Hached
- Khalil Amiri
- Moez Limayem
- Tawfik Jelassi[13]

### Étudiants
- Asma Mansour, entrepreneuse tunisienne ;
- Mouna Ben Halima, femme d'affaires et militante tunisienne ;
- Slim Chaker, homme politique tunisien ;
- Slim Othmani, homme d'affaires algérien.